# 佐佐木少年
佐佐木少年是日本的男性漫畫家、插畫家及同人作家。
代表作為《真月谭月姬》漫畫版。

## 作品

### 漫畫
- SKY GUNNER（日语：SKY GUNNER）（《月刊MAGAZINE Z（日语：月刊マガジンZ）》連載，己完结但未單行本化。）
- 月姬，原名。中文版由台灣角川發行（《月刊Comic電擊大王》2003年10月號－2010年9月號，單行本全10卷）
- 月之珊瑚（日语：月の珊瑚），原名（2012年7月7日開始在最前線進行連載）
- FGO亞種特異點Ⅰ 惡性隔絕魔境 新宿 新宿幻靈事件（原作：TYPE-MOON 漫畫：佐佐木少年）

### 同人漫畫（個人集）
- （宙出版）
- （宙出版）

### 小説插畫
- （真藤順丈著，電撃文庫）

## 相關項目
- Fate/hollow ataraxia（提供壁紙畫像）
- 渡邊道明（師父）

## 外部連結
- （日語）佐佐木少年的X（前Twitter）